# زردکی علیا
زردکی علیا، روستایی از توابع بخش چغادک شهرستان بوشهر در استان بوشهر ایران است.

## جمعیت
این روستا در دهستان چاه‌کوتاه قرار داشته و بر اساس سرشماری سال ۱۳۸۵ جمعیت آن ۷۸ نفر (۱۶ خانوار) بوده‌است.